# Pycnarmon aeriferalis
Pycnarmon aeriferalis là một loài bướm đêm trong họ Crambidae.